# Anders Koppel
Anders Koppel (17 juli 1947) is een Deens componist.

## Biografie
Anders maakt deel uit van een muzikale familie. Hij is zoon van componist Herman D. Koppel, zijn broer is Thomas Koppel (ook componist) en zijn zoon is Benjamin Koppel, inmiddels een bekend saxofonist.
Anders begon al snel met muziek; hij studeerde piano en klarinet en zong in een jongenskoor in Kopenhagen. In de late jaren 60 en begin jaren 70 van de 20e eeuw kwam hij terecht in de Deense variant van de flowerpower. Als organist en liedjesschrijver trad hij toe tot Savage Rose; een Deense rockband. Al snel werd duidelijk dat alleen rockmuziek niet voldoende was; hij probeerde de grens naar klassieke muziek te passeren door rockmuziek en klassieke muziek te integreren tot een geheel. In 1974 verliet hij de groep en ging zich steeds meer toeleggen op klassieke muziek zonder zijn achtergrond te verloochenen. Hij schreef toen voornamelijk filmmuziek (zo'n 200 titels).
Daarnaast kreeg Anders steeds meer gevoel voor de volksmuziek uit de Balkan, en de geïmproviseerde muziek (Deens collectief Bazaar). Ook deze invloeden zijn waarneembaar is zijn werken. Door de moderne tijd is hij als muzikale 'alleseter' inmiddels overal gevoelig voor; dan weer oosterse muziek; dan weer Zuid-Amerikaans.

## Oeuvre (selectief)
- 1982: Pianokwintet;
- 1990: Toccata voor vibrafoon en marimba;
- 1992: Saxofoonconcert nr. 1;
- 1993: Concert voor piano, strijkers en percussie;
- 1995: Concerto nr. 1 voor marimba en orkest;
- 1998: Dubbelconcert voor dwarsfluit, harp en orkest;
- 1998: Gemmer hvert et ord (Heb elk woord lief); een cantate;
- 1999-2000: Rebus (een opera);
- 2001: Concerto voor viool, accordeon en orkest;
- 2002-2003: Concerto nr. 3 voor marimba en orkest;
- 2003: Concertino voor twee gitaren en kamerensemble;
- 2003: Saxofoonconcert nr. 2;
- 2006: Concerto voor saxofoon, piano en orkest;
- 2005: Concerto nr. 5 voor marima en orkest.

## Beschrijvingen composities
Beschrijvingen van composities zijn te vinden via categorie:compositie van Anders Koppel

## Bron
- Uitgave Dacapo

- Bibliothèque nationale de France: cb14111262f (data)
- CiNii: DA14646801
- Gemeinsame Normdatei: 131955179
- International Standard Name Identifier: 0000 0001 0950 9522
- Library of Congress Control Number: no96011261
- MusicBrainz: de540865-e9b2-4907-82e9-049872352662
- Nationale Bibliotheek van Tsjechië: xx0246516
- Nationale Bibliotheek van Israël: 987007406062805171
- SNAC: w6vt2njn
- Virtual International Authority File: 6080351
- WorldCat: E39PBJvRQ4pVprY3tvxYpf4H4q